# Tsegaye Mekonnen
Tsegaye Mekonnen (ur. 15 czerwca 1995) – etiopski lekkoatleta specjalizujący się w biegach długich.
Podczas mistrzostw świata juniorów w 2012 roku zajął piąte miejsce w biegu na 5000 metrów. 24 stycznia 2014 zwyciężył w maratonie w Dubaju ustanawiając czasem 2:04:32 nieoficjalny rekord świata juniorów w tej konkurencji. 
Rekordy życiowe: bieg na 5000 metrów – 13:44,43 (14 lipca 2012, Barcelona); bieg na 10 kilometrów – 28:36 (28 października 2012, Montereau); półmaraton – 1:01:05 (13 lutego 2015, Ras al-Chajma); bieg maratoński – 2:04:32 (24 stycznia 2014, Dubaj). 

## Osiągnięcia
| Rok  | Impreza                     | Miejsce   | Konkurencja         | Pozycja     | Wynik    |
| ---- | --------------------------- | --------- | ------------------- | ----------- | -------- |
| 2012 | Mistrzostwa świata juniorów | Barcelona | bieg na 5000 metrów | 5. miejsce  | 13:44,43 |
| 2017 | Mistrzostwa Świata          | Londyn    | maraton             | 19. miejsce | 2:15.36  |